# Robert I. von der Mark
Robert I. von der Mark  (frz. Robert I. de La Marck; † 1489) war von 1483 bis 1489 Gouverneur des Herzogtums Bouillon und Seigneur von Sedan.

## Leben
Robert kam als Sohn Jeans de La Marck zur Welt. Er folgte seinem Vater nach dessen Tod 1480 als Seigneur von Sedan. 1483 trat sein älterer Bruder Wilhelm zu seinen Gunsten vom Amt des Gouverneurs im Herzogtum Bouillon zurück.
Durch seine Heirat mit Jeanne de Marley, Erbtochter Colarts de Marley, Seigneur von Floranges, Jamets und Saulcis, im Jahr 1449 kam er in den Besitz dieser drei Herrschaften. Aus der Ehe entsprangen unter anderem die Söhne
- Robert II. († 1536), Gouverneur des Herzogtums Bouillon, Seigneur von Sedan und Floranges, ⚭ 1491 Catherine de Croÿ
- Erard (* 1472; † 1538), Kardinal und Fürstbischof von Lüttich

Robert I. verdingte sich in der französischen Armee und kam während der Belagerung von Yvois 1489 um. Er wurde in der Abteikirche von Mouzon bestattet.